# Laguna de Calderas
Laguna de Calderas är en kratersjö i Guatemala.   Den ligger i departementet Guatemala, i den södra delen av landet, 27 km söder om huvudstaden Guatemala City. Laguna de Calderas ligger 1 788 meter över havet. Arean är 0,34 kvadratkilometer. I omgivningarna runt Laguna de Calderas växer huvudsakligen savannskog. Den sträcker sig 0,6 kilometer i nord-sydlig riktning, och 0,8 kilometer i öst-västlig riktning.